# Stenatemnus kraussi
Stenatemnus kraussi är en spindeldjursart som beskrevs av Beier 1957. Stenatemnus kraussi ingår i släktet Stenatemnus och familjen Atemnidae. Inga underarter finns listade i Catalogue of Life.